# Prémio Literário Ferreira de Castro
O Prémio Literário Ferreira de Castro é um prémio literário instituído pela Câmara Municipal de Sintra, de forma a homenagear o escritor com o mesmo nome.

O prémio foi entregue anualmente a obras originais e inéditas de ficção narrativa, escritas em língua portuguesa. Existiu de 1987 até 1992, quando foi extinto.

## Vencedores
- 1987 – José Jorge Letria com Fadas contadas
- 1989 – José Jorge Letria com A borboleta com asas de vento; José Jorge Letria com Pelo fio de um sonho
- 1990 – Sérgio Luís de Carvalho com Anno Domini 1348
- 1992 - José Jorge Letria com A teia de um segredo